# Loxostege badakschanalis
Loxostege badakschanalis là một loài bướm đêm trong họ Crambidae.